# Équipe du Ghana de hockey sur gazon
Maillots
L'équipe du Ghana de hockey sur gazon est l'équipe représentative du Ghana dans les compétitions internationales de hockey sur gazon. Elle s'est rendue pour la première et unique fois en coupe du monde sous la houlette de Theodosia Okoh, en 1975. 

## Palmarès
- Coupe du monde
  - 1975 : 12e

- Coupe d'Afrique des nations
  - 1974 :  1er
  - 1983 :  3e
  - 2000 : 4e
  - 2005 :  3e
  - 2009 :  3e
  - 2013 : 4e
  - 2015 : 4e
  - 2017 :  3e
  - 2022 : 5e

- Jeux africains
  - 1987 : 5e
  - 1991 : 4e
  - 1999 : 5e
  - 2003 :  3e
  - 2023 :  2e